# اجاي ساندرز
اجاي ساندرز (بالإنجليزية: Ajai Sanders)‏ مواليد 24 أبريل 1967 في نيو جيرسي، الولايات المتحدة، هي ممثلة أمريكية بدأت
مسيرتها الفنية عام 1990.

## وصلات خارجية
- اجاي ساندرز على موقع IMDb (الإنجليزية)
- اجاي ساندرز على موقع قاعدة بيانات الفيلم (الإنجليزية)